# Smålands runinskrifter 137
Smålands runinskrifter 137 är en vikingatida runsten av röd granit som stått rest i Kvarnarp, Höreda socken och Eksjö kommun. Ristningens ornamentik och ortografi tyder på ett uppsvenskt inflytande, och stenen liknar runstenar från Uppland och Södermanland. Runstenen flyttades in till Eksjö år 1900 och står sedan dess i Vattenledningsparken. Runstenen är 1,56 meter hög, 0,6 meter bred samt 0,45 meter tjock. Runhöjden är 7-9 centimeter.

## Inskriften
Translitterering av runraden:
× s... × kiara × bro × þes- ...ftiʀ × klint × sun × sin × kuþ × hialbi × ont × hans
Normalisering till runsvenska:
... gæra bro þess[a æ]ftiʀ Klint, sun sinn. Guð hialpi and hans.
Översättning till nusvenska:
... göra denna bro efter Klint, sin son. Gud hjälpe hans ande.